# Somogyjád
Somogyjád là một thị trấn thuộc hạt Somogy, Hungary. Thị trấn này có diện tích 25,06 km², dân số năm 2010 là 1589 người, mật độ 63 người/km².